# Strychnos decussata
Strychnos decussata är en tvåhjärtbladig växtart som först beskrevs av Karl Carl Wilhelm Ludwig Pappe, och fick sitt nu gällande namn av Ernest Friedrich Gilg. Strychnos decussata ingår i släktet Strychnos och familjen Loganiaceae. Inga underarter finns listade i Catalogue of Life.